# Justo Rodríguez Gallego

Wappen von Justo Rodríguez Gallego.

Justo Rodríguez Gallego (* 29. November 1954 in Don Benito, Provinz Badajoz, Spanien) ist ein spanischer römisch-katholischer Geistlicher und Weihbischof in Zárate-Campana in Argentinien.

## Leben
Justo Rodríguez Gallego studierte Katholische Theologie und empfing am 6. Juli 1980 durch Marcelo Kardinal González Martín das Sakrament der Priesterweihe für das Erzbistum Toledo.
In den 1980er Jahren war er im Rahmen der spanisch-lateinamerikanischen Priesterkooperation im Bistum Zárate-Campana tätig, wo er Spiritual des diözesanen Priesterseminars war. 1989 kehrte er in das Heimatbistum zurück, wo er in der Pfarr- und Jugendseelsorge tätig war. Im Jahr 1997 kehrte er wieder in das Bistum Zárate-Campana zurück und leitete zunächst die Berufungspastoral des Bistums. Er war Bischofsvikar für die Mission und Dekan. Später war er Mitglied des Priesterrates und des Konsultorenkollegiums sowie Bischofsvikar für die Seelsorge. Während der Sedisvakanz des Bistums im Jahr 2015 verwaltete er dieses als Diözesanadministrator. Der neue Bischof Pedro Laxague ernannte ihn zum Generalvikar.
Papst Franziskus ernannte ihn am 10. Oktober 2020 zum Titularbischof von Nomentum und zum Weihbischof im Bistum Zárate-Campana. Der Bischof von Zárate-Campana, Pedro Laxague, spendete ihm am 9. Januar des folgenden Jahres die Bischofsweihe. Mitkonsekratoren waren der Erzbischof von Mercedes-Luján, Jorge Eduardo Scheinig, und der Bischof von Morón, Jorge Vázquez.